# Lacinius angulifer
Lacinius angulifer is een hooiwagen uit de familie echte hooiwagens (Phalangiidae).